# Gleichgewichtsfeuchte
Gleichgewichtsfeuchte (auch: Ausgleichsfeuchte, Bilanzfeuchte, praktischer Feuchtegehalt) ist derjenige Wassergehalt, der sich in einem Material nach längerer Lagerung in einem Raum mit konstanter relativer Feuchte und konstanter Temperatur ergibt.
Hygroskopische Materialien (wie z. B. Baustoffe, Silikagel, Papier) nehmen aufgrund ihres inneren Aufbaus (Art, Zahl, Größe und Verteilung der Hohlräume) abhängig von der relativen Luftfeuchtigkeit und Temperatur der Umgebungsluft einen bestimmten Feuchtigkeitsgehalt an, der sich nach genügend langer Lagerung des Stoffes in der Luft einstellt.
Die Bewegung der Feuchtigkeit zwischen dem Material und Umgebung besteht, bis der Wasserdampfpartialdruck (im Material und in der Umgebung) ausgeglichen ist.
In den üblichen Schwankungszyklen in Innenräumen von Gebäuden betrifft die Feuchteänderung durch Sorption hauptsächlich die ersten ein bis zwei Zentimetern der Wand- und Deckenoberflächen.

## Beispielwerte
Beim Vergleich der Werte ist darauf zu achten, dass die Materialfeuchte teilweise in Bezug auf die Trockenmasse angegeben wird, wie beispielsweise die Holzfeuchte.
Der Wassergehalt bezieht sich hingegen auf die Gesamtmasse eines Prüfgegenstands, also inklusive des Wassergehalts.
DIN 4108-4 nennt den praktischen Feuchtegehalt für eine Vielzahl von Baustoffen bei Normalklima, wie z. B.:
- Ziegel: 1,5 Vol.-%
- Beton: 15 Vol.-%
- Holz: 15 Masse-%
- Porenbeton: 4,5 Masse-%

Die Relation von Materialfeuchte zur Luftfeuchte ist nicht proportional.
Der Wassergehalt von Beton liegt etwa bis zu einer relativen Luftfeuchte von 60 % bei unter 1 M.-%.
Ab 80 % Luftfeuchte steigt er hingegen schnell von 2 M.-% auf ca. 8 M.-% an.